# 东方110
东方110是中華人民共和國上海市一檔法制節目，由上海市公安局与上海地方广电部门合作製作，自1993年1月18日起在上海東方電視台播出。第一任主持人為陈海英。2006年1月1日起，东方110从东视新闻娱乐频道转到上视新闻综合频道播出。

## 欄目名稱
东方110的節目稱呼由時任上海市公安局局長朱達人拍板決定。东方的意思與中国、上海、上海東方電視台的含義匹配，110則是中華人民共和國啟用的報警電話，也代表著警务工作和警察身份。